# 20050 Aglaonice
20050 Aglaonice è un asteroide della fascia principale. Scoperto nel 1993, presenta un'orbita caratterizzata da un semiasse maggiore pari a 2,729312 UA e da un'eccentricità di 0,055759, inclinata di 4,920949° rispetto all'eclittica. Ha un diametro di 6,094 km e un periodo di rotazione di 184,311 ore.
È dedicato ad Aglaonice, prima astronoma nota dell'antica Grecia, vissuta probabilmente nel III secolo a.C..